# David Robidoux
David Robidoux (Reading, Verenigde Staten) is een Amerikaans componist en producer van filmmuziek. Hij schrijft voornamelijk muziek voor NFL Films, een organisatie die reclamespots, televisieprogramma's, films en documentaires produceert voor en over de National Football League. Robidoux is twintig keer genomineerd voor een Sports Emmy Award en heeft er dertien gewonnen.

## Biografie

### Jeugd en opleiding

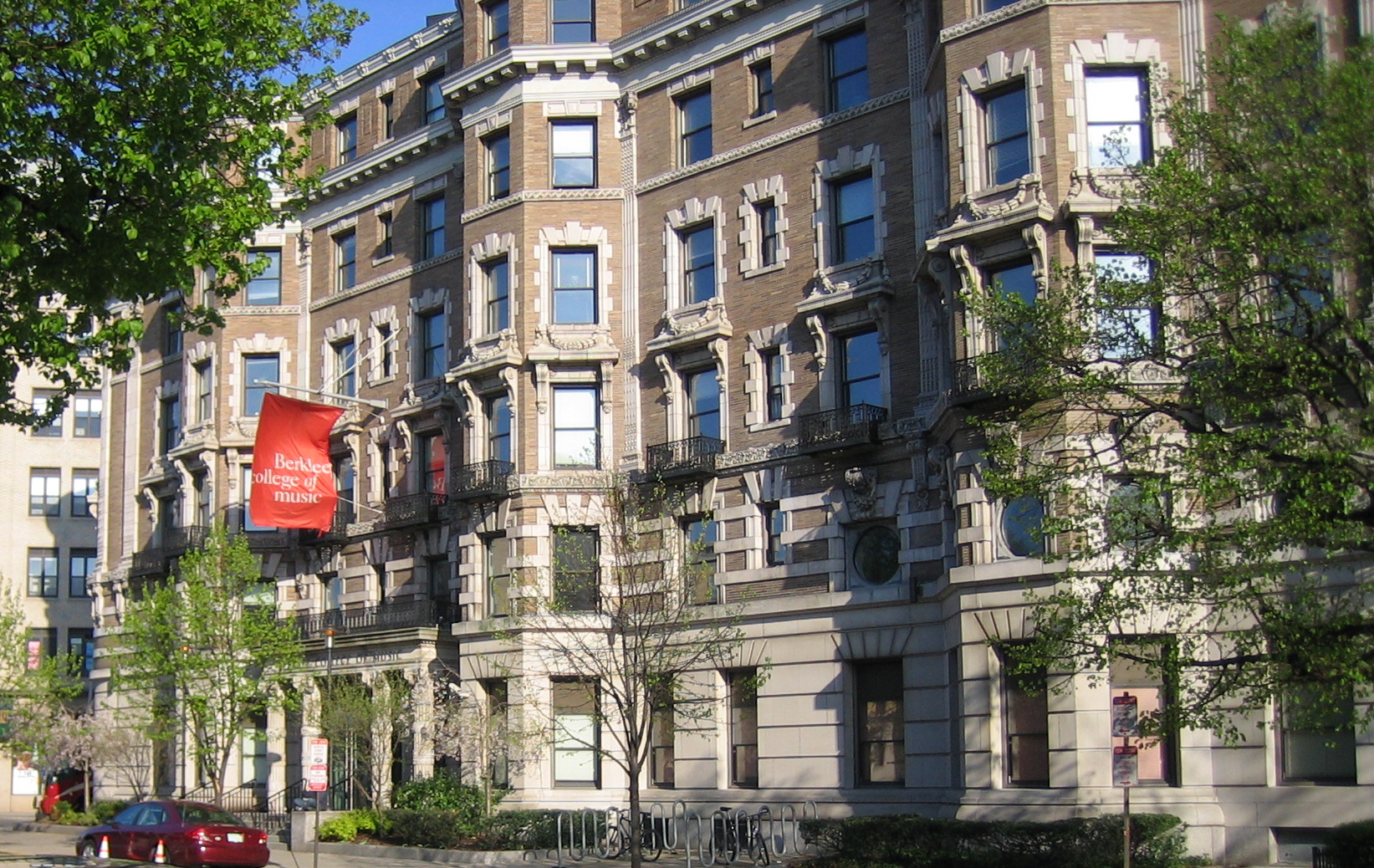
Berklee College of Music aan 1140 Boylston Street in Boston

Robidoux is geboren in Reading in de Amerikaanse staat Pennsylvania. Hij behaalde twee diploma's in Film Composition, Music Production en Engineering aan Berklee College of Music. Daar speelde hij gitaar in de band Intense Sleeping Intents, samen met onder andere bassist James Guffee (The Tories) en drummer Kevin March (o.a. The Dambuilders, Guided by Voices).

### NFL Films
Na zijn studie ging Robidoux in 1991 aan de slag als geluidstechnicus voor NFL Films. Maar al vlug componeerde hij muziek voor de organisatie. Het eerste werk 75 Seasons: The History of the NFL, dat hij samen met Tom Hedden schreef, leverde een Sports Emmy Award op in de categorie Best Musical Score. Daar bleef het niet bij; hij won in totaal dertien Sports Emmy's. Robidoux heeft vele honderden werken gecomponeerd zowel voor NFL Sports als daarbuiten.